# 长广溪湿地公园
31°29′26″N 120°15′22″E / 31.49061°N 120.25614°E
无锡长广溪国家湿地公园，是一个位于中华人民共和国江苏省无锡市滨湖区的国家湿地公园。

## 特点
无锡长广溪国家湿地公园位于蠡湖西南岸石塘桥堍，是连接蠡湖和太湖的通道，总长10公里，占地约260公顷，其中水面约80公顷。西侧为晖嶂山，东侧为无锡大学城。245年，东吴孙权派曲农校陈勋屯兵3万开挖疏浚长广溪。2005年5月，中华人民共和国建设部将其列入第二批国家城市湿地公园名录。常见鸟类有白鹭、赤鹭、牛背鹭、树麻雀、金丝鸟等。

## 图库

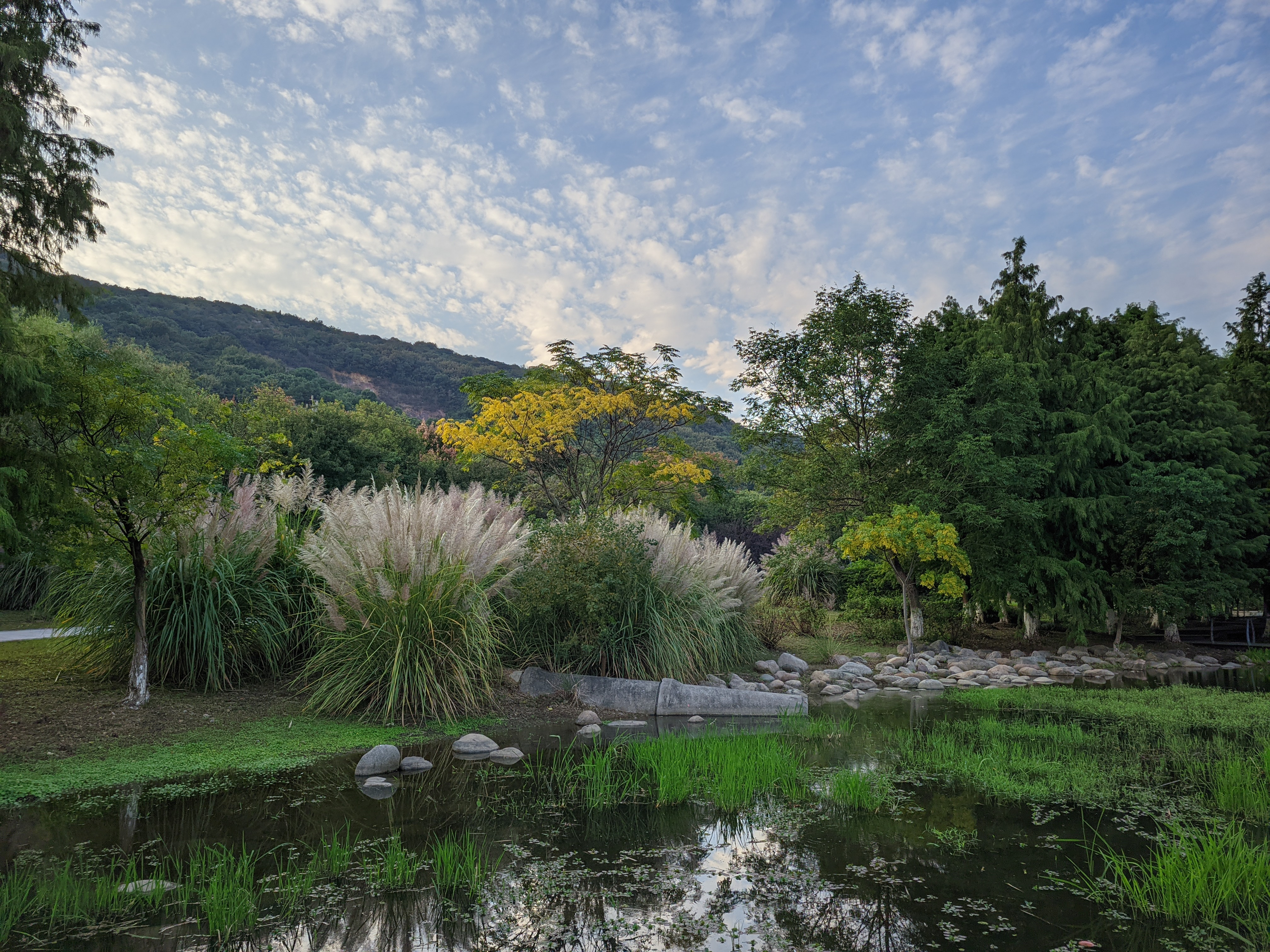
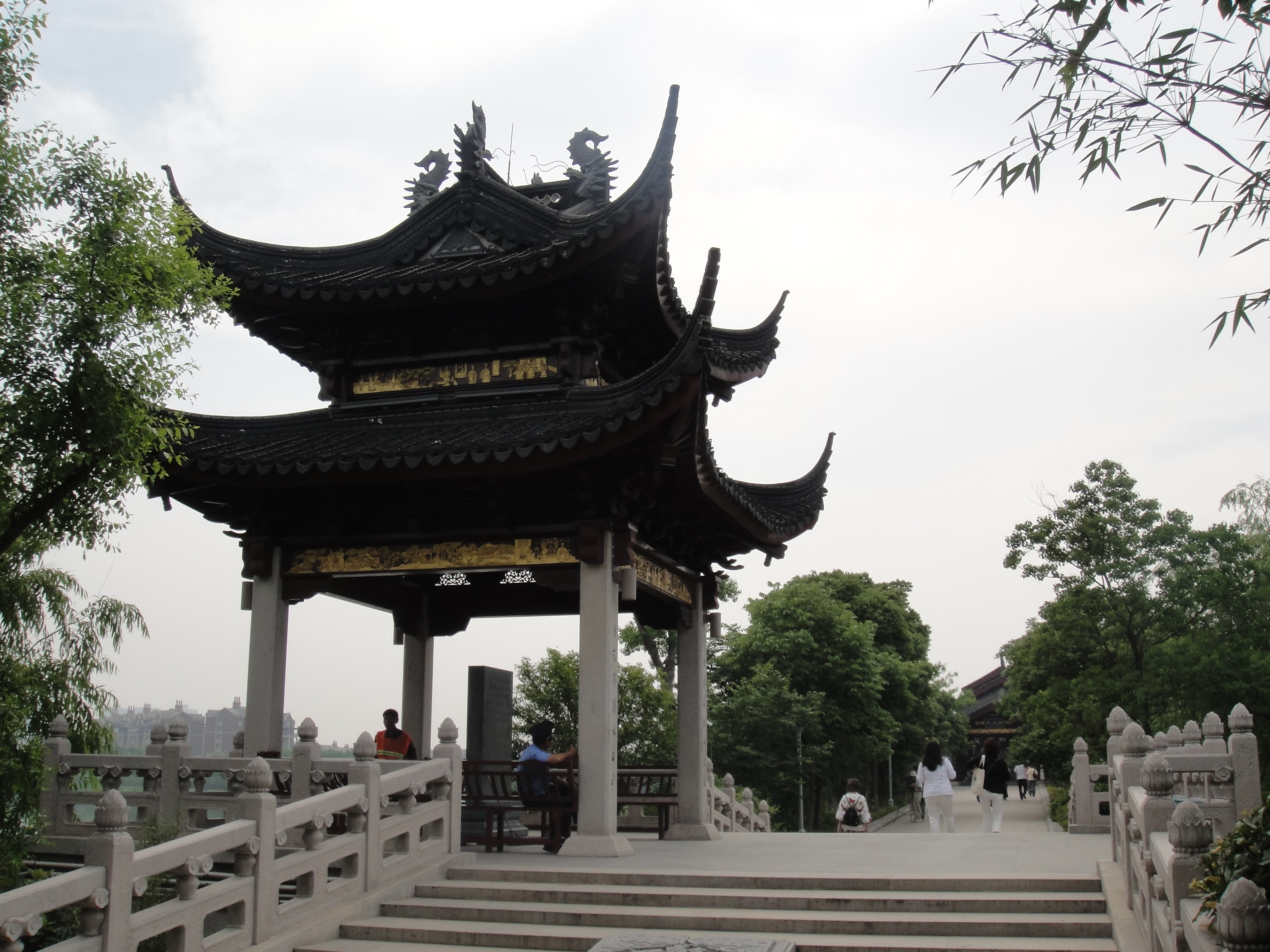
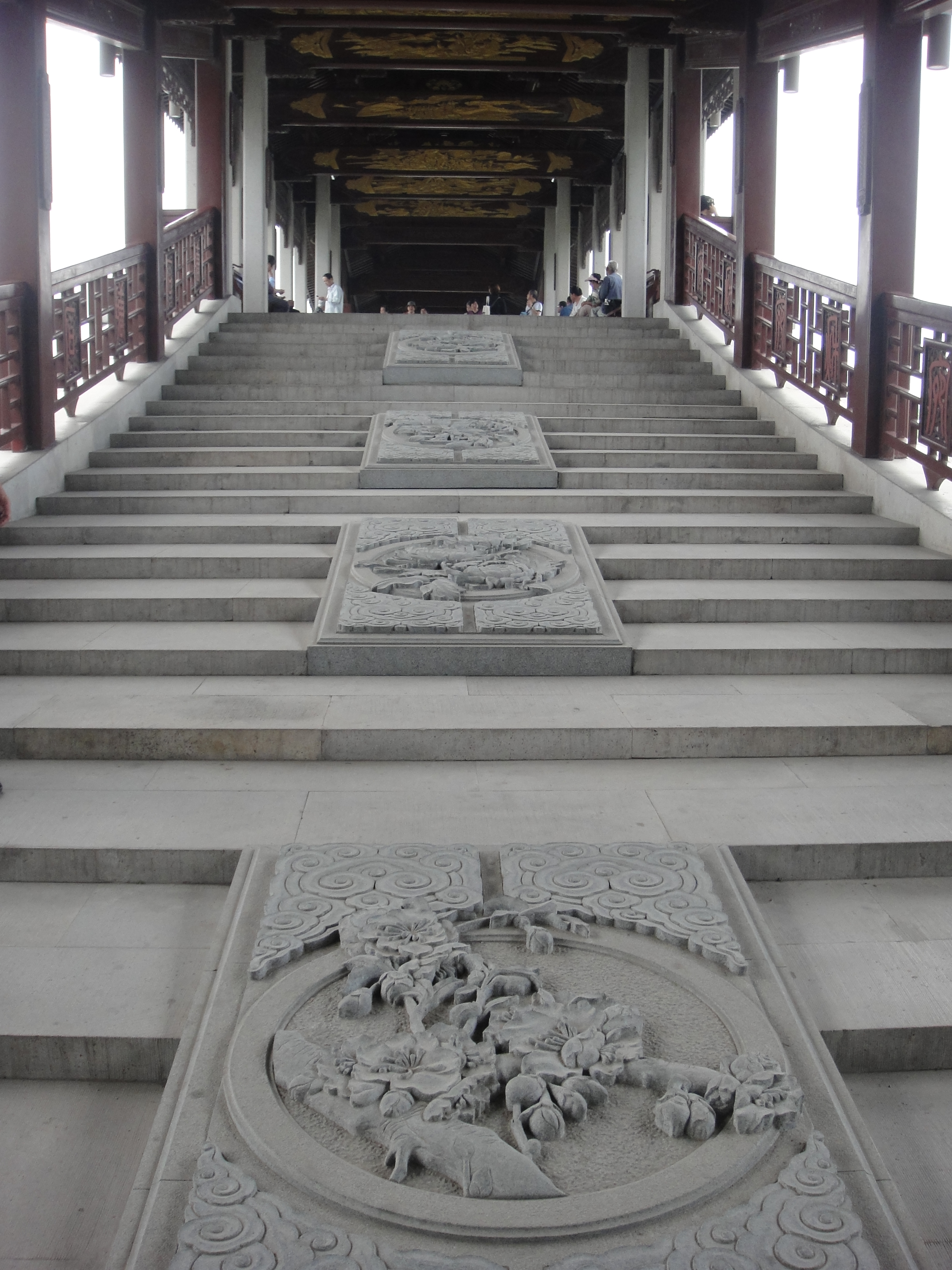
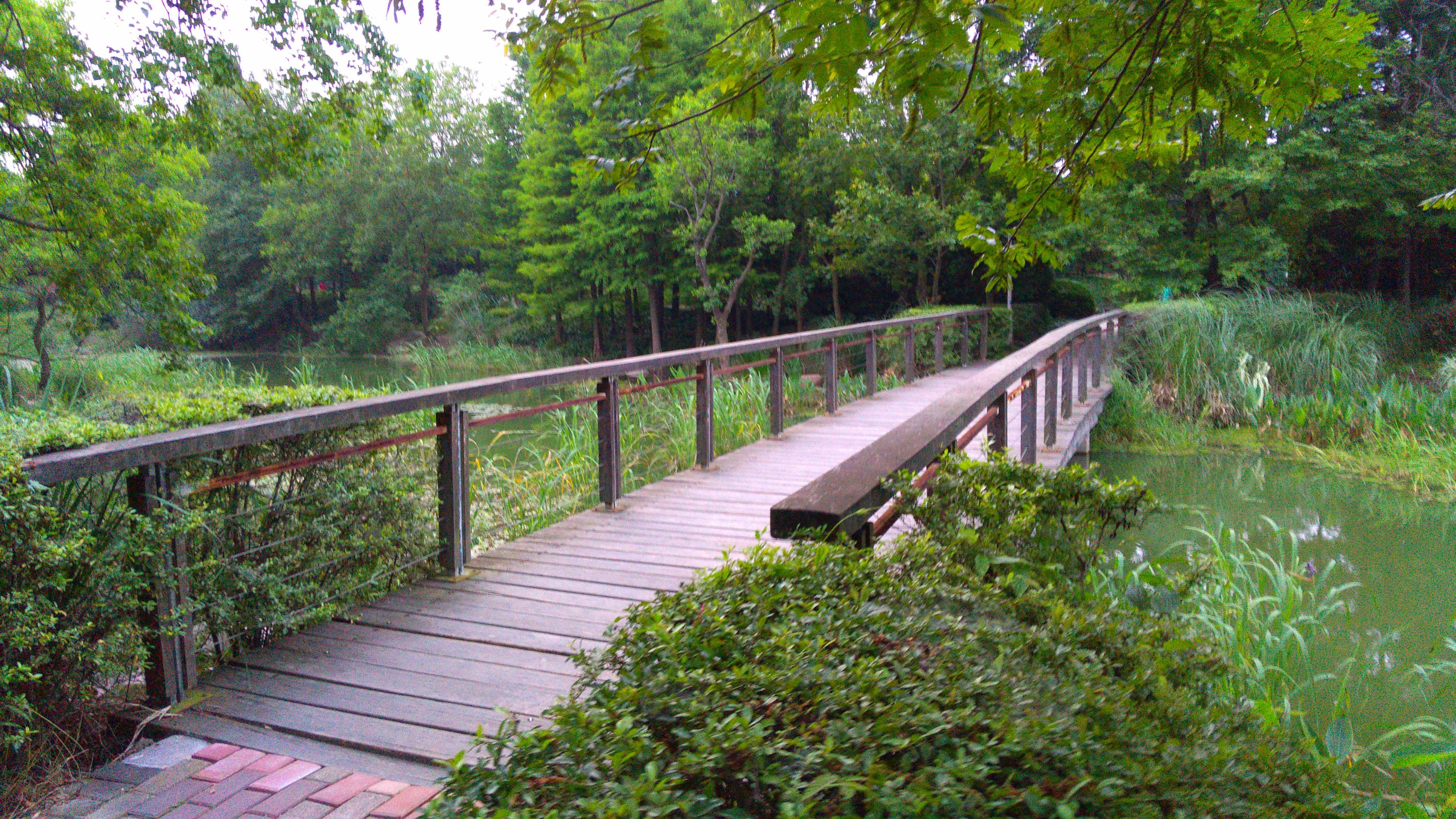
湿地公园中的走廊